# 佐藤助九郎 (10代)
10代 佐藤 助九郎（さとう すけくろう、1847年7月29日（弘化4年6月18日）- 1904年（明治37年）10月20日）は、日本の実業家・慈善家。総合建設会社（ゼネコン）の佐藤工業株式会社創業者。富山県砺波郡柳瀬（現砺波市）生まれ。多くの橋の架設に私費を投じ、又、本願寺富山別院が焼失した際、2ヵ月後に「蓮如上人400回忌法要」という大行事を控えていた本願寺の為に結果的に無償で昼夜突貫で再建した。
1500年代の佐藤家の祖佐藤助左衛門から数えて9代目佐藤助九郎の子で、名は10代目貞次であるが、佐藤工業の創業者、初代助九郎と称している。

## 生涯
貞次は近郷に並ぶ者のない豪力と胆力の優れた父の資質を受け継ぎ、相撲・盤持ちなどを得意とし“力持ち貞次”といわれた。父の死後、母に孝養を尽くし家長としての立場をよく守った。また敬虔なる浄土真宗門徒である。
氾濫を繰り返す庄川（富山県）の厳しい自然環境の中で育ち、川普請請人・林紋吉の配下と輩下となって、幼少から算術・作文・習字などを学んだ。
1862年（文久2年）、助九郎16歳の頃、佐藤組（後の佐藤工業株式会社）を設立した。
初代助九郎が佐藤組を設立した趣旨は「他国で散って働くより、組を組織して請け負えば、大きな仕事ができ、利益も多く、村民の生活安定に役立つ」ことであった。やがて彼のその熱意に打たれて、多くの者が参集した。一方、助九郎は極めて私欲の薄い人であり、人徳円満な人であった。「16歳にして人の上に立つことができたのも、ひとえに組の者の協力があったからであり、組内の協力により成功した数々の工事も、工事を与えてくれる立場にある人々のお陰があったからにほかならない。佐藤組に与えられた利益は、できるだけ社会へ還元すべきである」として、私費を投じて幾多の難民救済事業を志し、又各地の工事現場で利益を上げては、その何割かをその地方の神社仏閣の復旧再建に当てるなど、社会事業家として徳の高い人であった。報恩の気持から社会公益のために尽くしたものには、橋梁・道路等も数多い。
明治7年（1874年）以降、私費を投じて架設した橋は、福岡橋（1874年）、河童橋（明治11年・1878年）、手取橋、新川橋（明治18年・1885年）、立山橋（明治26年・1893年）、栗生橋（明治29年・1896年）、笹津橋（明治19年・1886年県から請負→明治21年・1888年濁流で破壊→明治25年・1892年自費で再建）。私費橋の多くは有料化し報恩感謝の念を忘れないようにした。これらの多くの橋は、生活物資の供給に大きな役割を果たした。橋番は工事による身体障害者を充てたりしていた。
明治32年（1899年）に富山市の大火で本派本願寺富山別院が焼失した際、2ヵ月後に「蓮如上人400回忌法要」という大行事を控えていた本願寺の為に、助九郎が再建を引き受け、佐藤組単独により昼夜突貫で再建した。（この工事は予め請負契約がきちんとしてあり、完成した請負代金を一旦受領した上で、直ちにそれを寄付した。助九郎は「篤志の人」であり、その上、請負は請負、寄付は寄付として勘定のけじめをしっかり付けていた。）
西本願寺宗主である明如上人による「蓮如上人400回忌法要」を無事済ませた翌年、柳瀬村の佐藤邸を明如上人が訪れ謝意とともに、下り藤の羽織を頂いた。（この「下がり藤」が後の佐藤工業株式会社の社章となっている。）
明治37年（1904年）10月27日、初代佐藤助九郎の葬儀は自邸で営まれた。当時、官・財界その他会葬者は1万数千を数え、小学校の生徒は全校あげて道の両側に並んで葬列を送った。葬列の進む1キロメートルの道路は砂利を敷き公葬者のために空田1反歩(約992平方メートル)を借りた。小学校の全校生徒が葬送に加わったのは、明治33年（1900年）5月、助九郎が柳瀬尋常高等小学校の建築を請け負った時、助九郎は1,000円、尭春（2代目助九郎）は100円をそれぞれ寄付し、県下3番目の洋風建築が竣工したという縁故からであった。当日は出町付近の人力車は佐藤家によって全部買い切られ、また露店も数多く出され、噂を聞き伝えて集まった人も多くいたという。
享年58。法名は「深信院釋勇哲」。

## 人物評
明治37年（1904年）10月22目発行の「富山日報」には次のような記事が掲載された。
「氏は東砺波郡柳瀬村大宇東開発の人として、天性特に忍耐力と記憶力とに富み少壮時代より幾多の辛苦を嘗めて終に今日の成功を見るに至りたるが、併も敢へて功名の念なく、悟淡白ら処して求むる処なきは氏の特色と言ふべく、且つ夙に仏教に帰依し、信仰殊に厚く、之がために私財を投ずることを惜しまず、従って慈善事業の為に尽したること非常に多く、川へて道心堅固老母に車へて至孝なり。母の命と言へば何事も従はざるはなきなり、之れ特に称すべき点と言うべきなり、氏又義侠心に富み、自ら政界に念なきも友人のために尽したること少なからず。云々」。
初代助九郎の会社経営を通じた生き方は、現在のCSR（企業の社会的責任）・PFI（民間資金等の活用による公共施設等の整備等の促進）と通ずるものがあるといわれる。

## 親族
- 養子 佐藤助九郎 (11代)（旧名・尭春、貴族院多額納税者議員）[3]
- 13代助九郎（本名・佐藤堯、佐藤工業元会長）は2008年8月18日死去。

## 現在
当代は祖佐藤助左衛門から数えて14代目。

## 佐藤記念美術館
佐藤記念美術館は、富山県富山市の富山城址公園内に所在する、佐藤助九郎が収集した美術品を展示するため設立、その後富山市に寄贈し富山市が運営する美術館。